# Dante Pettis
Dante Garrison Pettis (* 23. Oktober 1995 in San Clemente, Kalifornien) ist ein US-amerikanischer American-Football-Spieler. Er spielt auf der Position des Wide Receivers für die New Orleans Saints in der National Football League (NFL).

## NFL
Pettis wurde bei dem NFL Draft 2018 in der zweiten Runde an Position 44 von den San Francisco 49ers gedraftet. In seiner Rookiesaison fing Pettis 27 Pässe für 467 Yards Raumgewinn sowie 5 Touchdowns für die 49ers. Nach der soliden ersten Saison konnte Pettis diese Zahlen in seiner zweiten Saison (2019) nicht bestätigen. Er fing nur 11 Bälle für einen Raumgewinn von 109 Yards.
Nach dem achten Spieltag der Saison 2020 wurde Pettis von den 49ers entlassen. Die New York Giants nahmen ihn daraufhin über die Waiver-Liste unter Vertrag. Pettis wurde vor dem ersten Spieltag der Saison 2021 von den Giants entlassen und anschließend in den Practice Squad aufgenommen. Am 20. Oktober 2021 wurde er in den aktiven Kader der Giants befördert. Am 5. November wurde er mit einer Schulterverletzung auf die Injured Reserve List gesetzt und verpasste die restliche Saison.
Am 12. Mai 2022 nahmen die Chicago Bears Pettis unter Vertrag. Er kam 2022 in allen 17 Spielen zum Einsatz und fing 19 Pässe für 245 Yards und drei Touchdowns. Für die Saison 2023 unterschrieb er erneut in Chicago, verpasste aber die gesamte Spielzeit wegen einer Rückenverletzung. Er erhielt einen neuen Vertrag für die Saison 2024, wurde aber vor Saisonbeginn auf die Injured Reserve Liste gesetzt, woraufhin er sich Anfang September mit den Bears auf eine Auflösung seines Vertrags einigte.
Am 15. Oktober verpflichteten die New Orleans Saints Pettis für ihren Practice Squad. Nach den erlaubten drei Berufungen vom Practice Squad in den aktiven Kader wurde er am 7. Dezember endgültig für den Rest der Saison mit einem Vertrag für den 53-Mann-Kader ausgestattet. Im März 2025 verlängerte er seinen Vertrag in New Orleans um ein Jahr.